# Ptychorrhoe blosyrata
Ptychorrhoe blosyrata är en fjärilsart som beskrevs av Achille Guenée 1858. Ptychorrhoe blosyrata ingår i släktet Ptychorrhoe och familjen mätare. Inga underarter finns listade.